# Korelativní myšlení
Korelativní myšlení je takové které má tendenci k organizování přírodních i společenských fenoménů do pevně uspořádaných systémů korespondencí na základě jejich podobnosti. Liší se tak od racionálního či logického myšlení založeného na analytické, dialektické a analogické argumentaci a kladoucího důraz na hledání příčin.
Autorem pojmu je historik vědy a sinolog Joseph Needham, který jej užil ve svém díle Science and Civilization in China z roku 1956, přičemž navázal na starší práci sinologa Marcela Graneta a jeho knihu La Pensée chinoise „Čínské myšlení“ z roku 1934. Ačkoliv je užití termínu spojeno téměř výhradně s čínskou civilizací, je tento typ myšlení široce přítomen v předmoderních společnostech a jejich kosmologiích, magických a věšteckých systémech nebo například architektonické symbolice. Za formu korelativního myšlení lze považovat například představy o vazbě mezi objektem a jeho slovním označením či jeho symbolem, jako například ve středověkém realismu, nebo různé klasifikační systémy založené na dichotomiích jako nebe a země, jin a jang nebo bytí a stávání se. V indickém myšlení jsou takové vazby označovány jako bandhu „pouto“  a jsou významné pro myšlení upanišad. V západním myšlení jsou spojeny především s pythagoreismem, novoplatonismem a hermetismem a v pozdně středověkém a renesančním myšlení daly vzniknout systému „korespondencí“.